# Percina squamata
Percina squamata är en fiskart som först beskrevs av Charles Henry Gilbert och Swain, 1887.  Percina squamata ingår i släktet Percina och familjen abborrfiskar. Inga underarter finns listade i Catalogue of Life.